# Bünzen
Bünzen là một đô thị trong huyện Muri thuộc bang Aargau ở Thụy Sĩ.

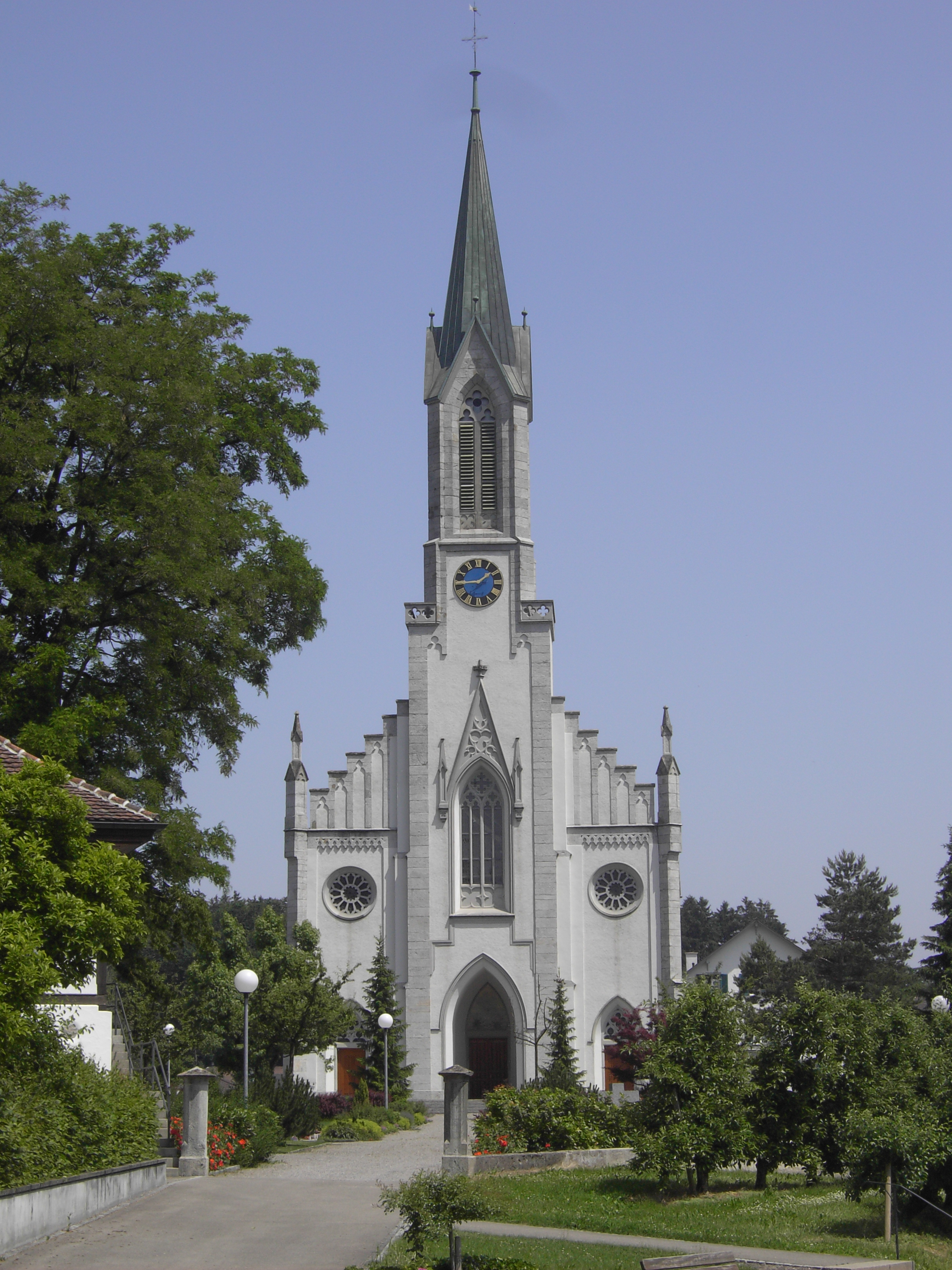
Giáo đường